# Abu Szimbel-i repülőtér
Az Abu Szimbel-i repülőtér (IATA: ABS, ICAO: HEBL) egy regionális repülőtér az egyiptomi Abu Szimbelben. 2006-ban 499 172 utas használta. 2011-ben, a forradalom évében 119 326 utasa volt (75,6%-os visszaesés 2010-hez képest).

## Légitársaságok és úticélok

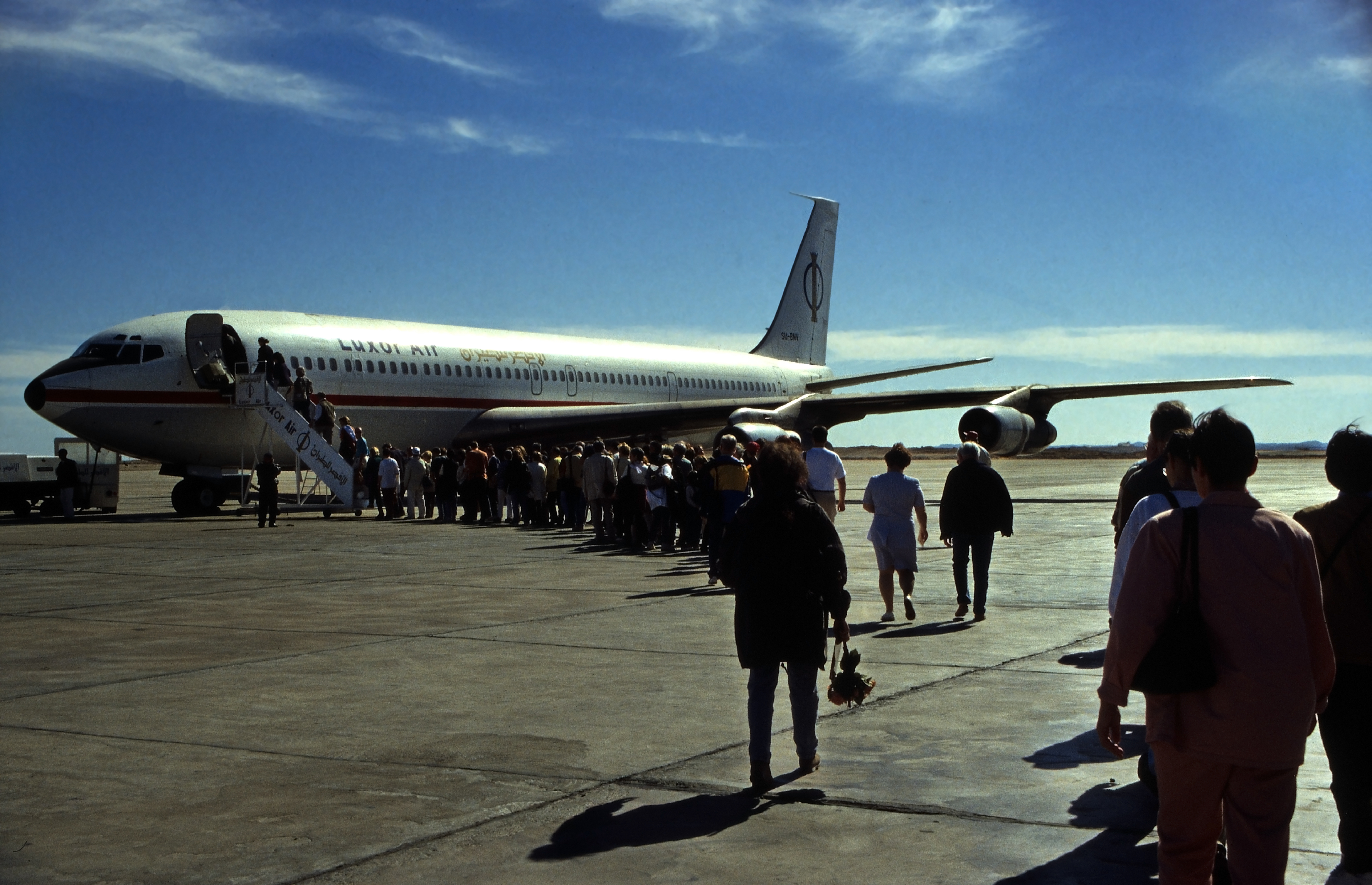
Beszállás az asszuáni gépre 1999-ben

| Légitársaság                          | Célállomások   |
| ------------------------------------- | -------------- |
| EgyptAir üzemeltető: EgyptAir Express | Asszuán, Kairó |

## Forgalom
Az utasforgalom az elmúlt években az alábbi módon változott:
| Utasok száma | 246 352 | 370 389 | 828 131 | 759 292 | 537 942 | 490 010 | 35 774 | 22 359 | 93 995 | 90 658 |
|              | 1995    | 1998    | 2001    | 2004    | 2007    | 2010    | 2013   | 2016   | 2019   | 2022   |